# Antonio Herin
Antonio Herin (* 13. Januar 1896 in Valtournenche; † 2. Juni 1990 in Pontey) war ein italienischer Skilangläufer und Militärpatrouillenläufer.
Herin belegte bei den Olympischen Winterspielen 1924 in Chamonix-Mont-Blanc beim 18-km-Skilanglauf Platz 13. Bei den Olympischen Winterspielen 1928 nahm er am Demonstrationswettbewerb der Militärpatrouille teil.